# Bisceglie
Bisceglie község (comune) Olaszország Puglia régiójában, Barletta-Andria-Trani megyében.

## Fekvése
Baritól északnyugatra az Adriai-tenger partján fekszik.

## Története
A települést a normannok alapították a 11. században. 1042-től Robert Guiscard birtoka volt. Halála után Trani grófjainak birtokába került. Virágkorát az Anjou-ház uralkodása idején érte el, ekkor jelentős kereskedelmi központja volt az Adriai-tenger déli részén. A várost a 16. században erősítették meg.

## Népessége
A lakosság számának alakulása:

## Főbb látnivalói
- Santa Margherita-templom - a 12. században épült román stílusban.
- Castello normanno - a város erődje.
- Cattedrale - a város katedrálisa a 11. században épült román stílusban.

## Testvérvárosok
- San Pancrazio Salentino, Olaszország
- Fuheis, Jordánia
- Khan Yunis, Palesztina
- Tartúsz, Szíria
- Kalwaria Zebrzydowska, Lengyelország